# 巴拉嘎尔高勒镇
巴拉嘎尔高勒镇，是中华人民共和国内蒙古自治区锡林郭勒盟西乌珠穆沁旗下辖的一个乡镇级行政单位。

## 行政区划
巴拉嘎尔高勒镇下辖以下地区：
巴彦乌拉社区、巴彦胡舒社区、宝日陶勒盖社区、巴拉嘎尔社区、罕乌拉社区、呼日勒图嘎查、哈日阿图嘎查、温都来嘎查和舒图嘎查。